# 에후르 막 쿠일
에후르 막 쿠일(Éthur Mac Cuill)은 투어허 데 다넌의 신으로, 마지막 데 다넌 아르드리 중 한 명이다. 맥퀼의 왕비는 반바이다.
에후르는 아버지 케르마트의 복수를 위해 형제 테후르 막 케크트, 케후르 막 그레네와 함께 루 라바다를 살해했으며, 이후 30년 동안 형제들과 함께 에린을 다스리다 밀레시안 도래 당시 밀레시안에게 죽임을 당했다.
| 전임 피어허 막 델베흐 | 에린의 지고왕 (테후르 막 케크트, 케후르 막 그레네와 공동통치) AFM 기원전 1730년 ~ 1700 FFE 기원전 1317년 ~ 기원전 1287년 | 후임 에레원, 에베르 핀 |